# 555 v.Chr.
Het jaar 555 v.Chr. is een jaartal volgens de christelijke jaartelling.

## Gebeurtenissen

### Babylonië
- Koning Cyrus II, valt de Meden aan.
- Nabonidus stelt zijn zoon Belsazar aan als onderkoning van Babylon en verovert de stad Harran.
- Nabonidus herbouwt Harran en herstelt de tempel van de maangod Sin.

### Griekenland
- Euthidemus wordt benoemd tot archont van Athene.

## Overleden
- Stesichorus, Grieks lyrisch dichter